# ITF Mérida
Das ITF Mérida (offiziell: Circuito Dixon Vinci) war ein Tennisturnier des ITF Women’s Circuit, das in Mérida ausgetragen wurde.

## Siegerliste

### Einzel
| Jahr                                   | Siegerin           | Finalgegnerin             | Ergebnis      |
| -------------------------------------- | ------------------ | ------------------------- | ------------- |
| ↓ Kategorie: $10.000 ↓                 |                    |                           |               |
| 2004                                   | Andrea Benítez     | Maria Wolfbrandt          | 6:4, 6:3      |
| 2005 fand kein Turnier statt!          |                    |                           |               |
| 2006                                   | Jennifer Magley    | Flavia Mignola            | 3:6, 6:3, 7:5 |
| 2007                                   | Julie Coin         | Maria-Vanina Garcia-Sokol | 7:5, 6:4      |
| 2008 bis 2012 fand kein Turnier statt! |                    |                           |               |
| ↓ Kategorie: $25.000 ↓                 |                    |                           |               |
| 2013                                   | Rebecca Peterson   | Indy de Vroome            | 7:5, 4:6, 6:3 |
| 2013                                   | Rebecca Peterson   | Adriana Pérez             | 6:4, 6:0      |
| 2013                                   | Allie Kiick        | Ajla Tomljanović          | 3:6, 7:5, 6:0 |
| ↓ Kategorie: $25.000+H ↓               |                    |                           |               |
| 2014                                   | Patricia Maria Țig | Beatriz Haddad Maia       | 3:6, 6:3, 6:1 |
| 2014                                   | Tatjana Maria      | Victoria Rodríguez        | 6:0, 6:3      |

### Doppel
| Jahr                                   | Siegerinnen                                    | Finalgegnerinnen                           | Ergebnis          |
| -------------------------------------- | ---------------------------------------------- | ------------------------------------------ | ----------------- |
| ↓ Kategorie: $10.000 ↓                 |                                                |                                            |                   |
| 2004                                   | Erika Clarke-Magana Anne Mall                  | Andrea Benítez Betina Jozami               | 7:5, 7:5          |
| 2005 fand kein Turnier statt!          |                                                |                                            |                   |
| 2006                                   | Betina Jozami Agustina Lepore                  | Erika Clarke-Magana Daniela Munoz-Gallegos | 6:1, 6:2          |
| 2007                                   | Maria-Fernanda Alves Maria-Vanina Garcia-Sokol | Chanelle Scheepers Robin Stephenson        | 6:3, 6:2          |
| 2008 bis 2012 fand kein Turnier statt! |                                                |                                            |                   |
| ↓ Kategorie: $25.000 ↓                 |                                                |                                            |                   |
| 2013                                   | Hsu Chieh-yu María Irigoyen                    | Hilda Melander Rebecca Peterson            | 6:4, 5:7, [10:6]  |
| 2013                                   | Vanesa Furlanetto Florencia Molinero           | Laura-Ioana Andrei Marina Melnikowa        | 2:6, 7:68, [10:7] |
| 2013                                   | Barbara Bonić Hilda Melander                   | Dia Ewtimowa Chieh-Yu Hsu                  | 6:3, 7:5          |
| ↓ Kategorie: $25.000+H ↓               |                                                |                                            |                   |
| 2014                                   | Tatjana Maria Renata Zarazúa                   | Jan Abaza Hsu Chieh-yu                     | 7:61, 6:1         |
| 2014                                   | Tatjana Maria Renata Zarazúa                   | Andrea Gámiz Walerija Sawinych             | 6:4, 6:1          |

## Quelle
- ITF Homepage